# Dentisociaria armata
Dentisociaria armata är en fjärilsart som beskrevs av Kuznetsov 1970. Dentisociaria armata ingår i släktet Dentisociaria och familjen vecklare. Inga underarter finns listade i Catalogue of Life.